# Bartenstein (Schrozberg)
Die ehemalige Stadt Bartenstein ist seit dem 1. Januar 1973 ein Teilort der Stadt Schrozberg im Landkreis Schwäbisch Hall im fränkisch geprägten Nordosten Baden-Württembergs. Zur 164 Hektar großen Gemarkung Bartenstein gehören noch der Weiler Klopfhof und das Gehöft Wengertshof; insgesamt hat Bartenstein 319 Einwohner (Stand 31. März 2023).
Bartenstein ist womöglich die kleinste unter den planmäßig angelegten Residenzstädten der Barockzeit. Trotz Veränderung mancher Bürgerhäuser ist das Ensemble aus Schloss und Stadtanlage insgesamt sehr gut erhalten. Der barocke Gesamteindruck des Ortes blieb unverändert. Deshalb wurde der historische Bereich unter Gesamtanlagenschutz gestellt.

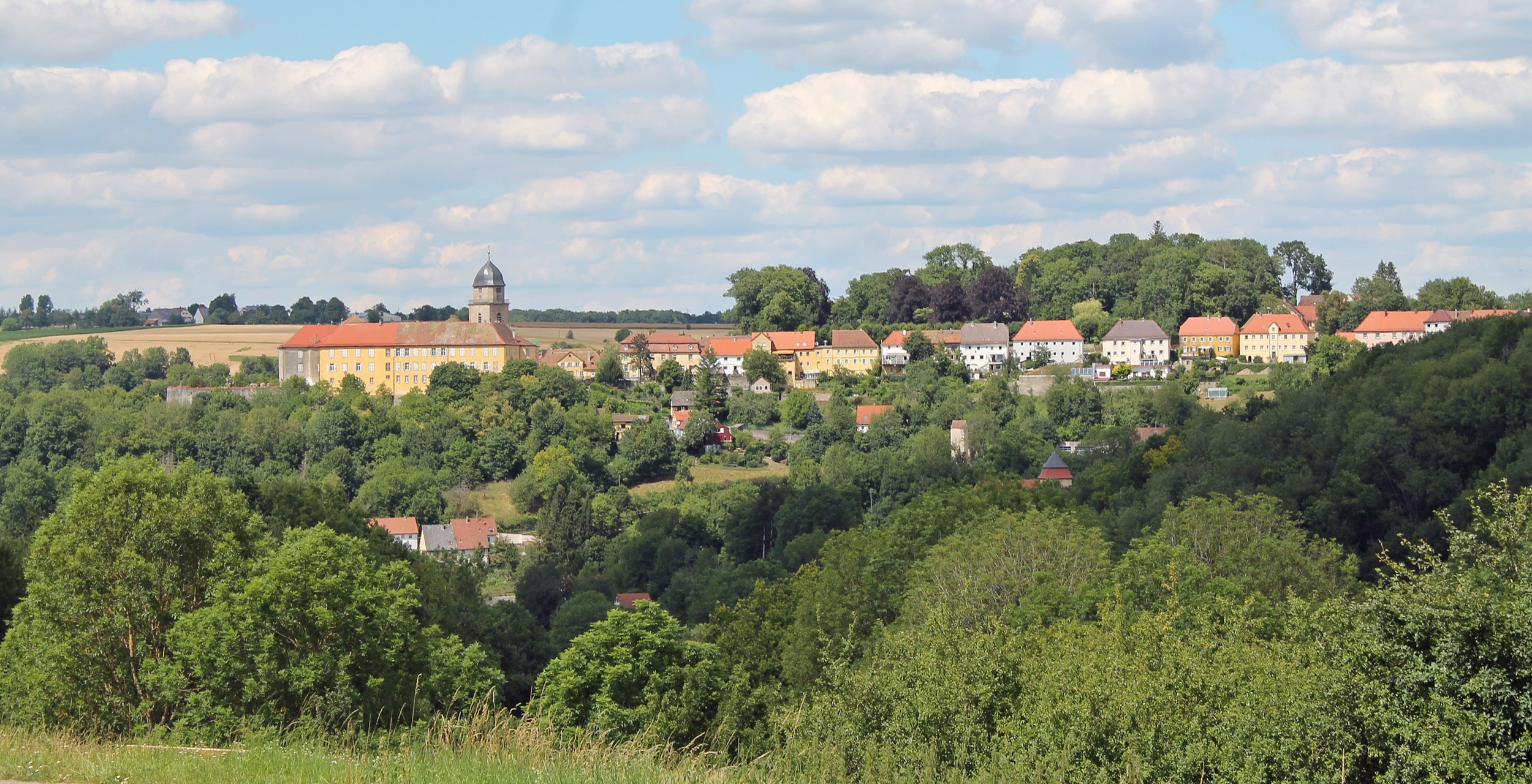
Bartenstein Südansicht 2020, Aufnahme aus Richtung Ettenhausen

Das Foto der Südseite zeigt die weitgehend originale barocke Häuserfront, links beginnend mit dem Schloss, daran nach Osten anschließend die Häuser der höchsten Hofbeamten. Darüber sind die Bäume des Hofgartens zu erkennen.

## Geographische Lage
Der Ort liegt größtenteils auf einem Sporn fast 80 Höhenmeter über dem Tal der Ette. An der Südseite Bartensteins fließen der Katzenbach und aus Nordwesten der Gütbach von rechts der Ette zu. Unmittelbar unter dem Sporn befindet sich in eigener Ortsteilgemarkung das Nachbardorf Ettenhausen. Zur Bartensteiner Gemarkung gehören noch der Weiler Klopfhof und der Wengertshof im Gütbachtal sowie ein Teil des jenseits des Katzenbachtaleinschnitts im Süden anschließenden Höhenrückens vor dem rechten Ette-Oberlauf Eselsbach.
Teile der Gemarkung Bartenstein liegen im FFH-Schutzgebiet Jagsttal Langenburg-Mulfingen.
Die Ortsdurchfahrt wird am Schlossplatz zur fast einen Kilometer langen, nach Osten führenden Schlossstraße, verlängert sich an der Haltestelle „Linde“ zur Riedbacher Straße und führt ab dem Ortsausgang als Kreisstraße K2539 in rund 1,2 Kilometern zur Bundesstraße B290 (Kaiserstraße), welche die Städte Bad Mergentheim und Crailsheim in Nord-Süd-Richtung verbindet.

## Geschichte

### Frühe Geschichte

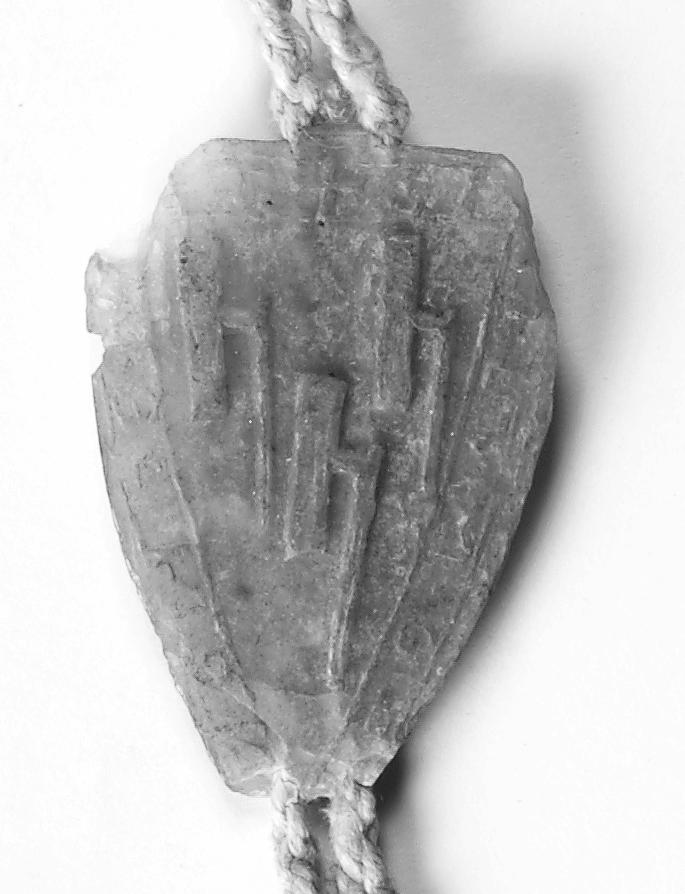
Siegel der Ritter von Bartenstein von einer Schenkungsurkunde aus dem Jahr 1234. Zugleich älteste bekannte Urkunde dieses Rittergeschlechts.

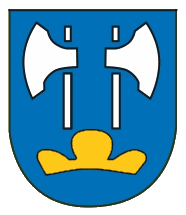
Wappen Bartensteins

Der Name des Ortes geht auf die 1234 urkundlich erwähnten Ritter von Bartenstein zurück, die hier ihren Herrschaftssitz (Herrschaft Bartenstein) hatten. Ihr Wappen waren drei nach links gerichtete Wurfbeile. Das nebenstehende Wappen, das in Blau auf schwebendem goldenem Dreiberg zwei aufrechte, abgekehrte, silberne Barten zeigt, wurde ab etwa 1880 bis zur Eingemeindung von der Stadt Bartenstein geführt, ist aber ein geschichtlicher Irrtum, da es auf das erloschene niederadlige Geschlecht von Bartelstein (Schloss Bartelstein) zurückgeht. In der Zeit von 1302 bis 1334 erhielten die Ritter von Bartenstein mehrere umliegende Ortschaften vom Bischof von Würzburg als Lehen, unter anderem auch die Gerichtsbarkeit von Riedbach. Somit ist der Zent Bartenstein mit der dazugehörigen Zentgerichtsbarkeit wohl in der ersten Hälfte des 14. Jahrhunderts entstanden. Nach dem Aussterben der Ritter von Bartenstein um 1350 ging das Schloss in den Besitz derer von Seldeneck über. Ab 1419 wurden Teile des Besitzes an von Rosenberg zu Röttingen verkauft; sie nannten sich dann Rosenberg zu Bartenstein. Sie hielten den Besitz bis ca. 1440. In der Zeit von 1442 bis 1445 hatten die Horneck von Hornberg Anteile am Schloss Bartenstein. Bartenstein war von 1419 bis etwa 1455 Ganerbenburg. Ab 1440 kauften die Grafen von Hohenlohe nach und nach die Anteile von Rosenberg, Seldeneck und Hornberg auf. Um 1455 war Schloss und Amt Bartenstein im alleinigen Besitz von Graf Albrecht von Hohenlohe.

### Residenz der Grafen und Fürsten von Hohenlohe
1688 wurde das Schloss die Residenz der Grafen von Hohenlohe-Bartenstein. Zu dieser Zeit bestand der Ort nur aus vier Gebäuden: einer alten Schafscheuer, einer neuen Schafscheuer, einem Jägerhaus, später Gasthaus zum Grünen Baum, und einer Zehntscheuer. Dieser Weiler befand sich etwa einen halben Kilometer ostwärts des Schlosses, im heutigen Bereich des Stadttores.
Bartenstein ist im Gegensatz zu den übrigen Hohenloher Residenzen nicht gewachsen, sondern eine barocke Stadtanlage, die auf dem Reißbrett geplant und in der Zeit von 1720 bis 1770 errichtet wurde. Die Gebäude mussten für die Unterbringung der Untertanen errichtet werden, die für den Umbau des Schlosses, die Verwaltung von Grafschaft und Oberamt und die Versorgung des Hofstaates erforderlich waren. Die Erhebung in den Reichsfürstenstand führte zur Vergrößerung des Hofstaates. Er umfasste vom Hofmarschall über den Hofmusikus bis zum Küchenjungen etwa einhundert Bedienstete. Für den Ausbau und die Versorgung von Stadt und Schloss wurden tüchtige katholische Handwerker, Beamte und Kaufleute entsprechend ihrer Bedeutung für den Hof angesiedelt: Je höher ihre Stellung, umso näher wohnten sie am Schloss. Die höchsten Hofbeamten wie Hofmarschall, Mundschenk, Tafeldecker und Leibarzt wohnten am Schlossplatz. In den sich nach Osten anschließenden stattlichen Gebäuden wohnten Regierungsräte und Hofräte. Daran schlossen sich Handwerker an, die ein sogenanntes Hofprivileg besaßen. Dazu gehörten Hofknopfmacher, Hofstrumpfstricker, Hofperückenmacher, Hofbildhauer, Hofseiler etc., insgesamt über 40 Handwerker mit diesem Privileg.
Stadtauswärts, jenseits der Stadttore, wurden Handwerker angesiedelt, die wegen ihrer Geruchsbelästigung oder wegen Lärm und Feuer vom Schloss ferngehalten werden sollten, wie Schmiede, Gerber, Ziegler und Hafner. Diese Berufsgruppe wohnte vor allem in einfachen einstöckigen Häuslein vom Riedbachtor nach Osten. In den Anfängen der Residenz wurden hier auch zum Schutz der Stadt Soldaten einquartiert. Auf dem Panoramabild sieht man sehr schön die Ausrichtung der Stadtanlage auf das Schloss. Unter Fürst Ludwig Leopold, der hier mit seinem Hofstaat residierte, blühte die junge Stadt auf und brachte den Bewohnern bescheidenen Wohlstand. Der berühmte fürstbischöflich-fuldaische Hofbaumeister Andrea Gallasini beendete in Bartenstein mit dem Plan für die barocke Gesamtanlage sein bedeutendes Lebenswerk. Nach seinem Tod im Jahr 1766 wurden die abschließenden Bauarbeiten, wie Bau der drei Stadttore, Fertigstellung des Schlossplatzes und diverse Baumaßnahmen im Hofgarten, von seinen Nachfolgern, Hofbaumeister Wölfling und Hofbaumeister Ernst, überwacht und zu Ende gebracht. Nahezu alle Gebäude, die in Bartenstein bis 1770/80 errichtet wurden, wurden zunächst von der Hofkammer bezahlt und anschließend für Pauschalpreise an die vorgesehenen Nutzer verkauft. Die Preise bewegten sich zwischen 200 Gulden und 1000 Gulden, je nach Anteilsgröße. Der Hofmarschall verdiente damals pro Jahr 300 Gulden.
Im Jahr 1792 wurde hier das Jägerregiment Hohenlohe-Bartenstein aufgestellt. Zusammen mit dem Füsilier-Regiment Hohenlohe-Schillingsfürst bildeten sie später das Regiment Hohenlohe, das 1831 in der französischen Fremdenlegion aufging.
Zum Fürstentum Hohenlohe-Bartenstein zählten um 1800 folgende Ämter: Bartenstein, Herrenzimmern, Schnelldorf, Sindringen, Pfedelbach, Mainhardt. Dazu kamen Besitzungen in Oberbronn im Elsass. Bis 1960 befand sich Schloss Pfedelbach noch im Besitz der Fürsten zu Hohenlohe-Bartenstein. Auf Grund des Reichsdeputationshauptschlusses von 1803 wurden die Fürsten von Hohenlohe-Bartenstein für die Wegnahme der Besitzungen im Elsass durch fürstbischöflich würzburgische Besitzungen in der Nähe von Bartenstein entschädigt.

### Grafen und Fürsten zu Hohenlohe-Bartenstein von 1688 bis 1806
Hohenlohe-Bartenstein entstand 1688 aus einer Waldenburgischen Landesteilung als Grafschaft, (seit 1743/44 Fürstentum) mit allen Rechten und Pflichten. Das eigenständige Territorium wurde 1806 in das Königreich Württemberg eingegliedert, die Regierungsgewalt des Fürsten und das Oberamt Bartenstein aufgelöst. Die noch verbliebenen Hofräte und Hofbediensteten mussten dem König von Württemberg den Treueeid leisten. Die nachfolgenden Fürsten waren ab diesem Zeitpunkt Standesherren.
Regierungsabfolge und Zeiten:
- Graf Philipp Karl zu Hohenlohe-Bartenstein, 1688–1729
- Fürst Karl Philipp Franz zu Hohenlohe-Bartenstein, 1729–1763
- Fürst Ludwig Carl Franz Leopold zu Hohenlohe-Waldenburg-Bartenstein, 1763–1798
- Fürst Ludwig Aloysius, Fürst von Hohenlohe-Waldenburg-Bartenstein, 1798–1806

### Oberamt und Stadt vor der Mediatisierung
1688 ging das Haus Hohenlohe-Bartenstein als selbständiger Teil des Gesamthauses Hohenlohe aus einer Erbteilung der Grafschaft Hohenlohe-Waldenburg hervor. Zur Grafschaft, dem späteren Fürstentum, gehörten mehrere Oberämter, neben Bartenstein z. B. Pfedelbach und Oberbronn im Elsass. Sitz der fürstlichen Zentralbehörden (Geheimes Kabinett, Regierung, Hofkammer und Hofkammergericht) war Bartenstein. Noch im Jahr 1786 wurde eine Hinrichtung unmittelbar an der heutigen B290 vollstreckt. Das Oberamt Bartenstein mit den Ämtern Bartenstein, Gröningen (der Bereich um Untergröningen), Schnelldorf und Mainhardt hatte seinen Sitz in der Residenzstadt Bartenstein. Das Amtshaus des Oberamtmanns lag zwischen Gasthaus zum Löwen und dem Wohnhaus von Hofbaudirektor Gallasini. Etwa 1763 wurde in Bartenstein der erste Stadtschultheiß ernannt, Fürst Ludwig Leopold erteilte dem Residenzort damit die Stadtrechte. Der erste namentlich bekannte Schultes war der Hofbäcker. Er hatte seinen Amtssitz wohl noch in der Hofbäckerei nahe beim Gasthaus zum Löwen. Das Stadtschultheißenamt, später Rathaus war in den folgenden 200 Jahren zentral im Ort, in verschiedenen Gebäuden um den Marktplatz untergebracht.

### Württembergische Zeit
Nach der Übernahme der Hohenloheschen Besitzungen durch das Königreich Württemberg im Zuge der Mediatisierung 1806 verlor Bartenstein die Oberamtsfunktion samt Gerichtsbarkeit. Die Stadtrechte blieben erhalten, ebenso das Recht, jährlich 3 Kram- und 3 Vieh-Märkte zu halten. Das Amt Bartenstein wurde aufgeteilt und weitgehend dem württembergischen Oberamt Gerabronn zugeordnet. 1852 wurden Klopfhof und Meisenhof von Riedbach wieder nach Bartenstein umgemeindet (s. Änderungen im Gemeindebestand seit 1813).
Ab 1800 führten Aufgabe der Hofhaltung, die Übernahme der Regierungsgeschäfte durch Württemberg, Kriegswirren und Hungersnöte zu einem wirtschaftlichen Niedergang. Einige Bewohner wanderten wegen der bedrückenden Lage nach Amerika oder England aus. Bartenstein verarmte in der ersten Hälfte des 19. Jahrhunderts so sehr, dass es von 1855 bis 1862 staatlich beaufsichtigt wurde. Die Häuser der ehemaligen Hofbeamten wurden nach und nach von Handwerkern übernommen. Durch den Fleiß der Bewohner entwickelte sich die kleine Stadt später zu einem regionalen Zentrum mit zahlreichen Geschäften, Handwerksbetrieben, Schulen, Gaststätten, Altenheim und einem Krankenhaus.
Wegen der zahlreichen Gewerbetreibenden, der Läden, des Handwerks, der Ärzte, des Krankenhauses und der Schulen hatte die Stadt für das unmittelbare Umland weiterhin eine zentrale wirtschaftliche Bedeutung.
Bei der Verwaltungsreform während der NS-Zeit in Württemberg gelangte Bartenstein 1938 zum Landkreis Crailsheim.

### Nachkriegszeit
Nach dem Zweiten Weltkrieg wurde Bartenstein 1945 Teil der Amerikanischen Besatzungszone und gehörte somit zum neu gegründeten Land Württemberg-Baden, das 1952 im jetzigen Bundesland Baden-Württemberg aufging. Während der Nachkriegszeit hatte Bartenstein wohl die höchste Einwohnerzahl seiner Geschichte. Das Statistische Landesamt zählte im Juni 1946 insgesamt 1.480 Einwohner, die „Versorgungsbevölkerung“ inklusive. Im Mai 1939 waren es noch 549 Einwohner. Bartenstein hatte damit seinerzeit die höchste Bevölkerungsdichte im Landkreis Crailsheim, die mit über 900 Personen je Quadratkilometer mehr als doppelt so groß war, wie die der Kreisstadt Crailsheim.
1956 weilt der damalige erste Bundespräsident Theodor Heuss im Städtchen, 1981 durchwanderte es der fünfte Bundespräsident Karl Carstens. Auch Prinz Philipp, Duke of Edinburgh war bereits zu Gast in Stadt und auf Schloss Bartenstein.
Noch bis etwa 1960 war in nahezu jedem Haus Bartensteins ein Handwerks- oder Gewerbebetrieb ansässig. Der Ort war damals noch für die Versorgung in der gesamten Umgebung von Bedeutung.

### Gegenwart
Am 1. Januar 1973 wurde Bartenstein im Rahmen der Gemeindereform zum Teilort von Schrozberg im Landkreis Schwäbisch Hall. Der Ort ist seither ruhiger. Der historische Ortskern steht als Gesamtanlage unter Denkmalschutz.

## Barocke Stadtanlage

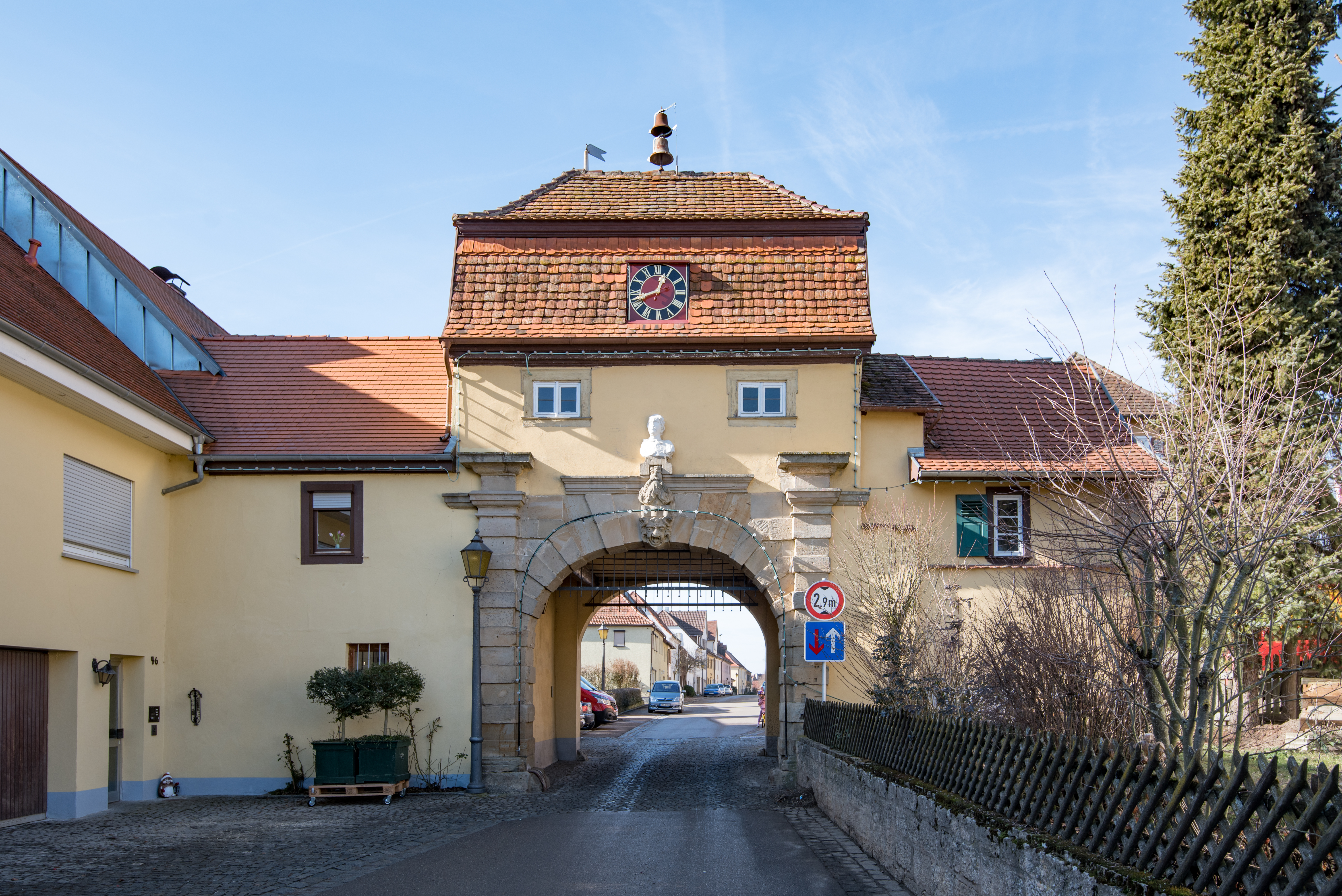
Riedbachtor, früher Rothenburger Tor genannt; erbaut 1767 nach Plänen von Gallasini

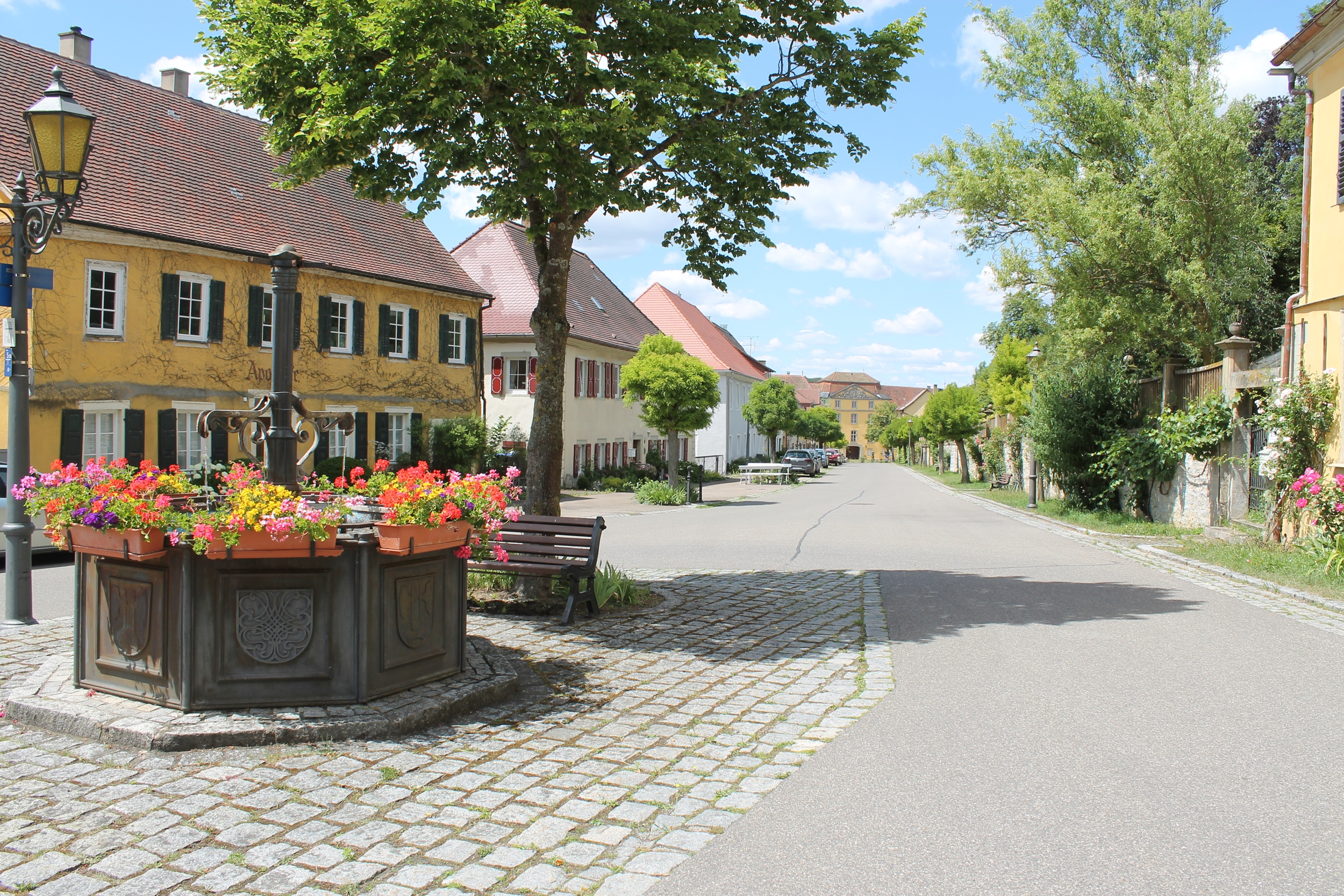
Marktplatzbrunnen und Schlossstraße in Bartenstein 2020, rechts im Bild die Hofgartenmauer, links die barocken Beamtenhäuser. Im Hintergrund das Fürstenschloss

Bartenstein ist eine von wenigen erhaltenen rein barocken Kleinresidenzen in Deutschland. Die Stadtanlage mit ihren schlichten Barockhäusern ist auf das Schloss ausgerichtet. Im historischen Stadtkern von Bartenstein, der als Gesamtanlage unter Denkmalschutz steht, sind zahlreiche Häuser aus dem 18. Jahrhundert, auch zwei Stadttore als Symbole der barocken Stadtanlage, noch erhalten. Am Schlossplatz stehen stattliche Gebäude, die mit dem Schloss eine Einheit bilden. Dort wohnten die höchsten Hofbeamten wie Hofmarschall und Mundschenk. Die vom Schloss aus in ostwärtige Richtung verlaufende Schlossstraße ist auf einer Seite vom Hofgarten begrenzt. Gegenüber stehen die stattlichen Hofbeamtenhäuser, die von Gallasini im Stil des schlichten klassischen französischen Barock erbaut wurden. Nach etwa 300 Meter knickt die Schlossstraße leicht ab und das Hofbaumeisterhaus schließt den Blick vom Schloss aus in die Schlossstraße nach Osten hin ab. Der innere Stadtkern wird noch von zwei erhaltenen Stadttoren begrenzt, jenseits schließen sich einfachere heute noch z. T. einstöckige Handwerkerhäuser an. Bartenstein präsentierte sich heute noch als „Stein gewordenes Abbild des barocken Hofstaates einer hohenlohischen Kleinresidenz“ und als liebenswertes Städtchen mit idyllischen Winkeln. Hier ließ sich der Schriftsteller und Büchner-Preisträger Hermann Lenz bei seinen Besuchen inspirieren.
1988 bis 1989 wurde der Ort im Rahmen eines Dorfentwicklungsprogrammes neu gestaltet. Unter anderem wurde die lange Schlossstraße neu gestaltet und begrünt, zahlreiche Bäumchen wurden gepflanzt, zwei neue Brunnen und eine neue Straßenbeleuchtung angelegt.
Ein historischer Rundweg mit 30 Haustafeln erinnert heute an die glanzvolle Epoche des Residenzstädtchens und längst vergessene Schicksale der Bewohner. Der Weg verläuft vom Ortseingang die Schlossstraße entlang, durch Riedbach- und Gütbachtor, vorbei am Hofgarten, über den Schlossplatz bis in die Wäldlesgasse. Der nebenstehende Plan des denkmalgeschützten Ortsteils veranschaulicht die Lage der gekennzeichneten Häuser. Ein Naturlehrpfad schließt sich südlich des Schlossplatzes an der Schlossstaffel an.

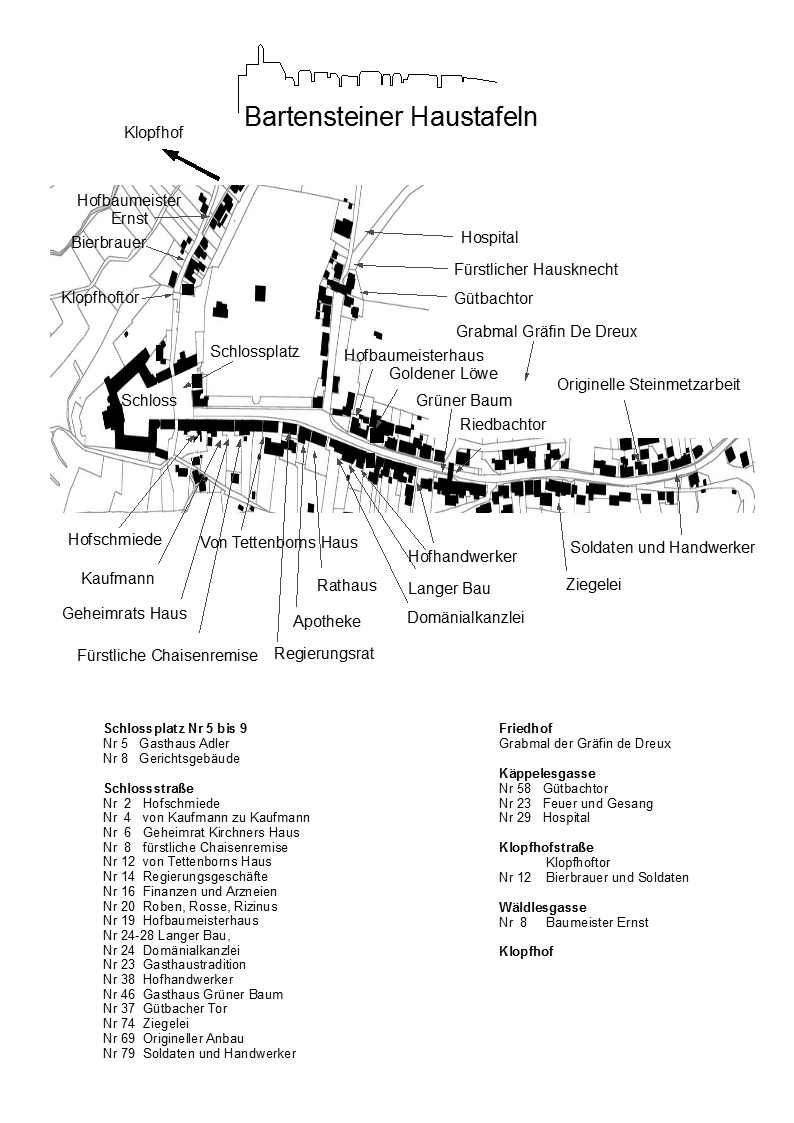
Bartensteiner Haustafeln

### Stadttore

Klopfhoftor um 1900, abgebrannt 1945 nach dem Abschuss eines amerikanischen Panzers unmittelbar vor dem Tor

Bartenstein hatte ursprünglich drei Stadttore. Sie wurden von Hofbaudirektor Gallasini als repräsentativer Bestandteil der barocken Residenz geplant und vom Hofmaurermeister 1767 erbaut. Die Tore grenzten den inneren Stadtbezirk von der Vorstadt ab, hatten keinen Festungscharakter und waren bewohnt. In den Rechnungen des Hofmaurermeisters war jedes nach der nächsten größeren Stadt benannt, zu der die überbaute Straße führte. Das Rothenburger Tor an der Straße nach Rothenburg ob der Tauber nennt man heute Riedbachtor. In ihm war die Arrestzelle untergebracht, im Nebenraum wohnte der Amtsdiener. Noch Mitte des 20. Jahrhunderts wurden hier Arrestanten eingekerkert. Das Rote Tor, auch Klopfhoftor genannt, führte zum Klopfhof, einem einen Kilometer entfernten Weiler. Es war das prächtigste Tor und wurde am Ende des Zweiten Weltkrieges zerstört. Auf dem Schlussstein über dem Torbogen stand in lateinischer Schrift: Ludovicus Fürst in Bartenstein erbaute mich. Das Stettener Tor an der Allee nach Niederstetten heißt heute Gütbachtor. Um „auswärtige Subjecto“ nach der Polizeistunde von der Innenstadt fernzuhalten, wurden die Tore abends geschlossen. Reisende, die in die Residenz wollten, mussten dann in den Gasthäusern vor den Toren übernachten. Das waren z. B. das Wirtshaus „zum Kaiser“ gegenüber dem Friedhof, oder das Gasthaus „Lamm“ am Gütbachtor. Mit der Fertigstellung der Tore war die barocke Umbauphase von Schloss und Stadtanlage weitgehend abgeschlossen. Bis zu diesem Zeitpunkt war nur die Innenstadt mit mittiger Ablaufrinne gepflastert. Danach wurde die Schlossstrasse in der Vorstadt gepflastert. Einige Jahre später wurde das Wachtgebäude in der Schlossstrasse (neben Gasthaus zum Löwen) abgerissen, an seiner Stelle errichtete man das Oberamtshaus. Ende des Jahres 2003 blieb ein zu hoher Lastwagen im Bogen des Riedbachtores stecken und beschädigte dabei besonders die Westfassade sehr. Das historische Gebäude war einsturzgefährdet und wurde bis Mitte 2004 wiederaufgebaut, wobei die Westfassade und der Bogen neu angelegt wurden.

### Schloss Bartenstein

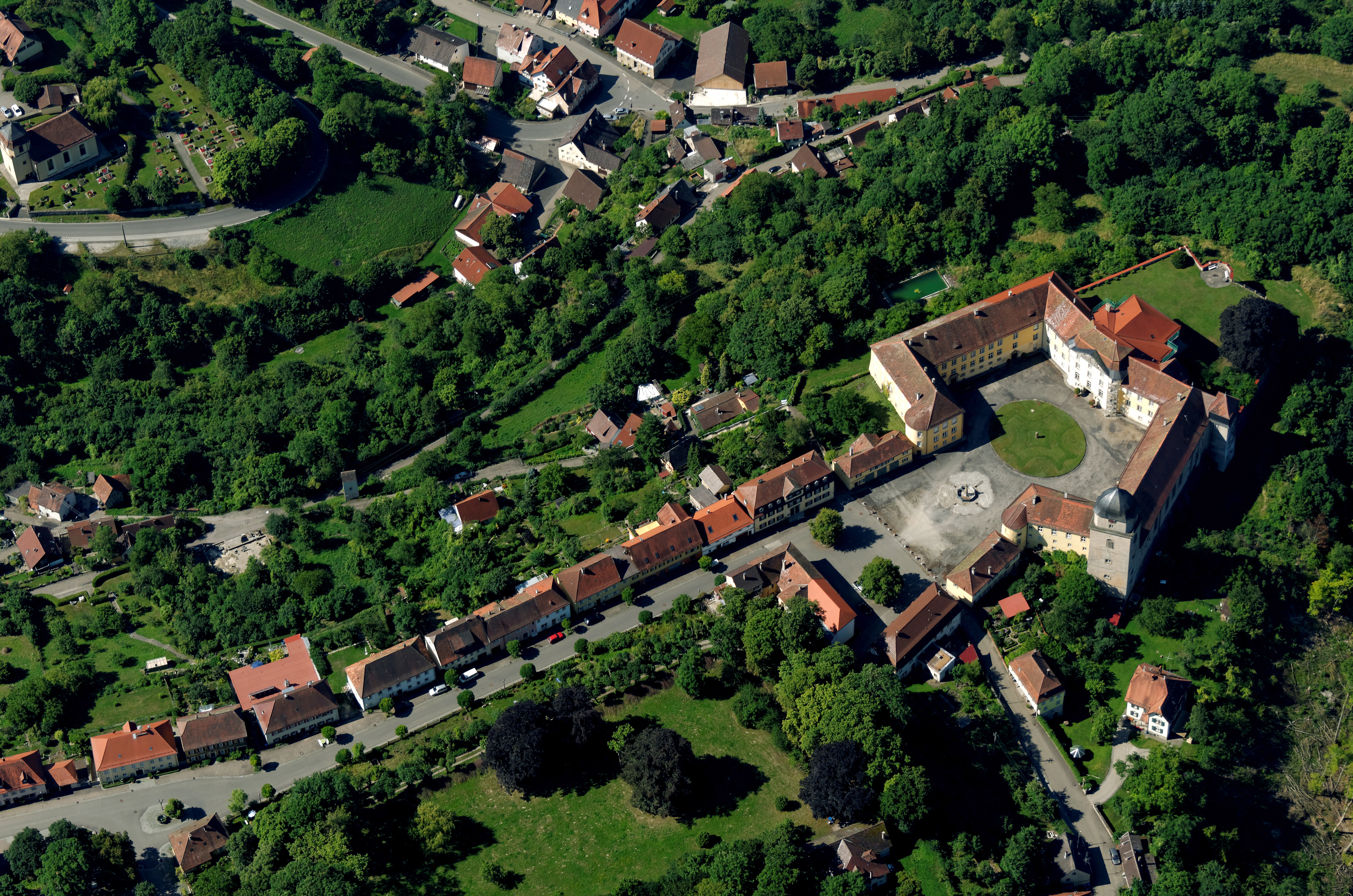
Schloss Bartenstein

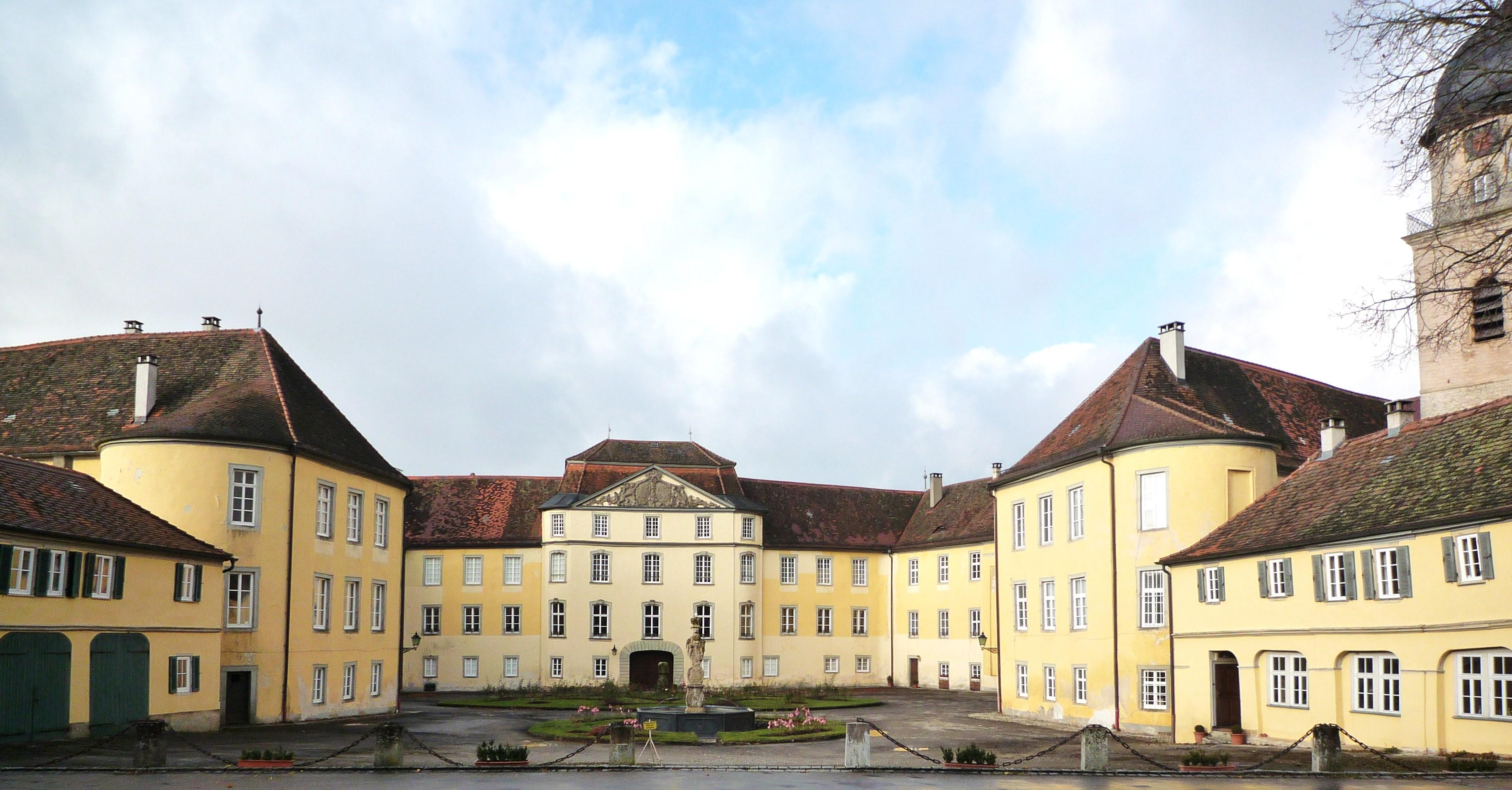
Schloss Bartenstein. Barocke Dreiflügelanlage, erbaut um 1760

Die Herren von Bartenstein hatten auf der Burg im 13. Jahrhundert ihr Herrschaftszentrum, nach verschiedenen Besitzerwechseln wurde die Burg Mitte des 15. Jahrhunderts Sitz eines hohenlohischen Amtmannes. Während des Bauernkrieges und im Dreißigjährigen Krieg wurde die Burg zerstört. Über ihr Aussehen im späten 17. Jahrhundert geben zwei Aquarellzeichnungen im Hohenlohe-Zentralarchiv Neuenstein Auskunft.
Auf einem Bergsporn über der Ette wurden ab 1710 die baufälligen Gebäude zum Schloss für die Grafen von Hohenlohe-Bartenstein umgebaut. Eine der ersten bedeutenden Baumaßnahmen von Graf Philipp Karl zu Hohenlohe-Bartenstein war die Errichtung der katholischen Hofkirche ab 1712. Sein Sohn, Karl Philipp Franz zu Hohenlohe-Bartenstein, Reichskammerrichter in Wetzlar, verpflichtete 1760 den 80-jährigen fürstbischöflich-fuldaischen Hofbaumeister Gallasini als Baudirektor nach Bartenstein. Beim barocken Umbau integrierte Gallasini gekonnt ältere Bauelemente und schuf bis 1765 eine eindrucksvolle Dreiflügelanlage. Heute zählt das Bauwerk zu den Paradebeispielen hohenlohischer Barockresidenzen. Der vierstöckige Mittelbau überragt in seiner stärker gegliederten Ausgestaltung die schlichteren Schlossflügel. Das geschnitzte Allianzwappen von Hohenlohe-Limburg über dem Mittelrisalit trug früher Wappenfarben. Es stammt von Fürst Ludwig Carl Franz Leopold zu Hohenlohe-Waldenburg-Bartenstein (1731–1799) und seiner Gattin Friederike Polyxena von Limburg-Stirum. Vom Eingangsbereich aus schwingt sich eine symmetrisch angeordnete doppelläufige Treppenkonstruktion elegant über zwei Stockwerke zu den Repräsentationsräumen. Im ehemaligen Marstall des Südflügels standen während der Glanzzeit fürstlicher Hofhaltung bis zu 80 Pferde. Die langen Gänge darüber sind mit eindrucksvollen Ahnengalerien ausgestattet. Gegenüber im Nordflügel ist die Hofbibliothek untergebracht. Sie verbindet den Hauptbau mit der Schlosskirche. Einst teilte ein gewaltiges schmiedeeisernes Gitterwerk den inneren und äußeren Schlosshof. Dort standen Soldaten Wache. Nach französischem Vorbild im Sinne eines Place Royale bilden Schloss und Schlossplatz eine Einheit. Die westliche Schlossstraße wurde nach Plänen von Gallasini zwischen 1762 und 1767 ab dem Hofbaumeisterhaus linear zum Schloss hingeführt und endet am Schlossplatz. Auf diese Weise erhielt das barocke Schlossareal eine zusätzliche optische Erweiterung. Auf der Skizze der Bartensteiner Haustafeln ist diese Anordnung gut erkennbar.
Das Schloss ist bewohnt und noch im Besitz der Familie Hohenlohe-Bartenstein.
Schloss und Schlosshof sind nur im Rahmen von Führungen zu besichtigen. Im Schloss besteht die Möglichkeit der standesamtlichen Trauung.

### Schlosskirche

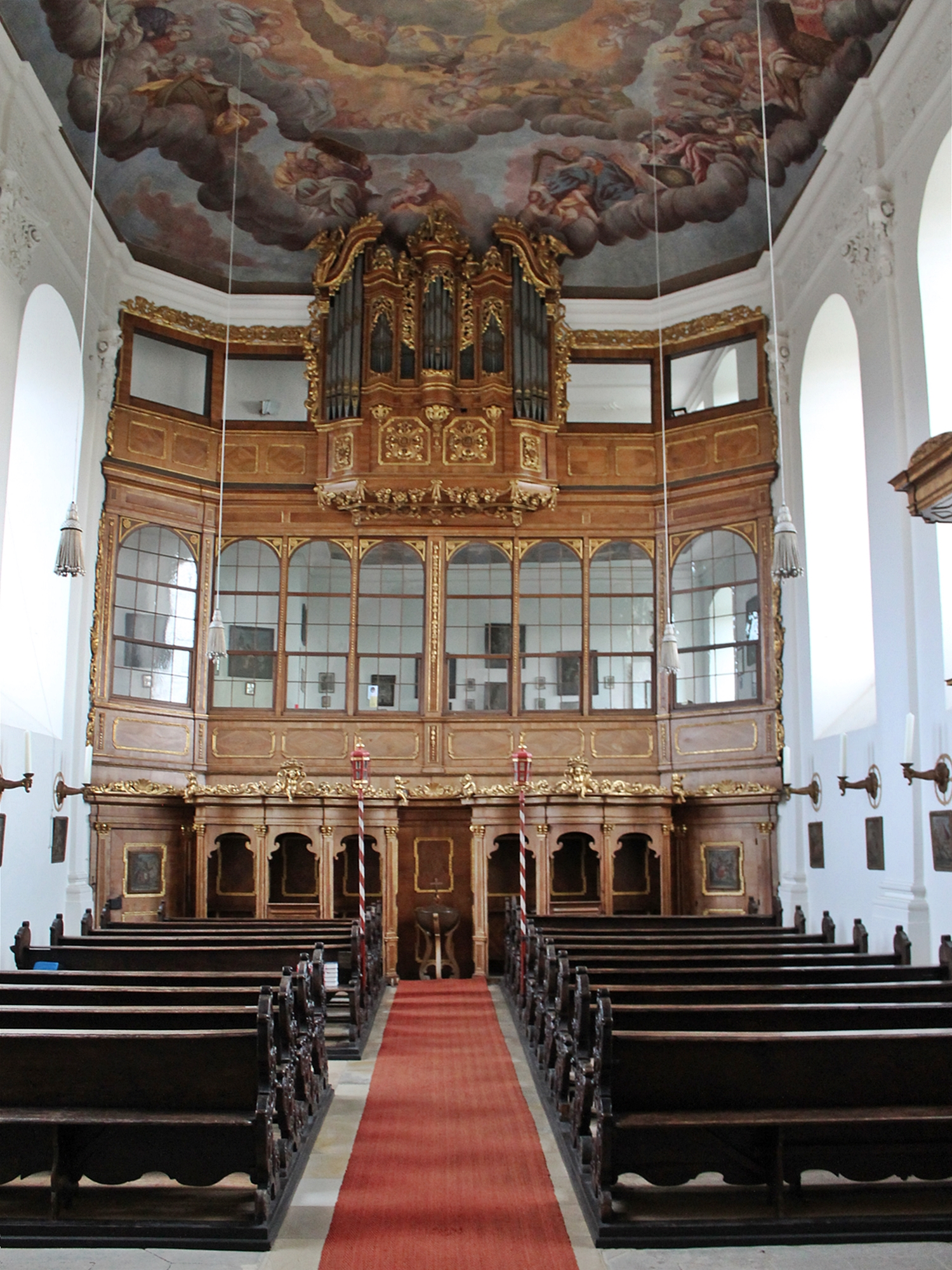
Schloss Bartenstein, Hofkirche, Orgelprospekt mit barocker Fürstenloge

Die Schlosskirche St. Philippus wurde im Auftrag des ersten Grafen von Hohenlohe-Bartenstein, Philipp Karl, erbaut und 1716 geweiht. Mit der Vollendung des mächtigen Kirchturmes war 1728 der Kirchenbau abgeschlossen. Als Sinnbild der katholischen Konfession repräsentiert das Gotteshaus seither den katholischen Glauben inmitten eines protestantischen Umfelds. Der verantwortliche Baumeister Bernhard Schießer war ein Schüler Georg Dientzenhofers und wirkte zuvor am barocken Umbau von Kloster Schöntal. Die Außenansicht der Kirche hebt sich durch Rundbogenfenster und Lisenengliederung von der Fassade des Schlosses ab. Die harmonische Saalkirche wirkt nach 300 Jahren als stilles barockes Gesamtkunstwerk.
Den Hochaltar und die gewaltige Fürstenloge mit Orgelprospekt fertigte Schreinermeister Matthias Deichelmann aus Kitzingen. In seinen Einbauten wiederholen sich architektonische Stilelemente wie Kreissegmente, Säulen und Schnitzwerke in Nussbaumholz und verstärken so den Eindruck von stilistischer Einheit. Meisterlich band er Haupt-, Seitenaltäre, Beichtstühle und Kanzel in sein Gesamtwerk ein.
Der Würzburger Orgelbauer Karl Hiltenbrand konstruierte 1712 eine Orgel mit zehn Registern. Sie wurde von einem Instrument abgelöst, das Johann Anton Ehrlich 1783 in das vorhandene Gehäuse einbaute. Sie wird mit ihren elf Registern heute noch bespielt, nachdem sie in den Jahren 1974 und 2001 restauriert wurde. Die Inschrift der Orgel „Sophia me fecit“ weist auf die Stifterin Fürstin Sophia hin. Aufmerksame Betrachter erkennen an den Orgelpfeifen aufgemalte Gesichter.
Stuckarbeiten gehen auf Daniel Schenk zurück, der zuvor auf Schloss Pommersfelden tätig war. Pilaster mit korinthischem Kapitell, mit Bandelwerk verbunden, strecken die Höhe des Kirchenraumes. Die Deckenfresken schuf Lazaro Maria Sanguinetti. Sie stellen die Heilige Dreieinigkeit dar. Maria, Propheten und weitere Bibelgestalten bilden einen sogenannten „Heiligenhimmel“. Türkenarme als Wandleuchter erinnern an die erfolgreich beendeten Türkenkriege der damaligen Zeit. Schlichte Kreuzwegstationen schmücken die Wände. Die Holzstatuen gehen wohl auf den Hofbildhauer Philipp Hochstein zurück. Originale Kirchenbänke mit geschnitzten Rocaillen runden den harmonischen Gesamteindruck ab. Seit der Fertigstellung wurde nichts mehr verändert. Die fürstliche Schlosskirche ist für Gottesdienste und Hochzeiten geöffnet und ebenso im Rahmen der Führungen zu besichtigen.

### Fürstlich Bartensteinische Garten- und Parkanlagen
Zur Zeit der Hochblüte der Residenz verfügte Bartenstein über drei Garten- und Parkanlagen: In unmittelbarer Schlossnähe ist der repräsentative Hofgarten angelegt, gegenüber der Käpplesgasse befand sich hinter der ehemaligen fürstlichen Domäne als Nutzgarten der Obst- und Gemüsegarten und zwischen Bartenstein und Riedbach befand sich der Lustpark.

#### Hofgarten

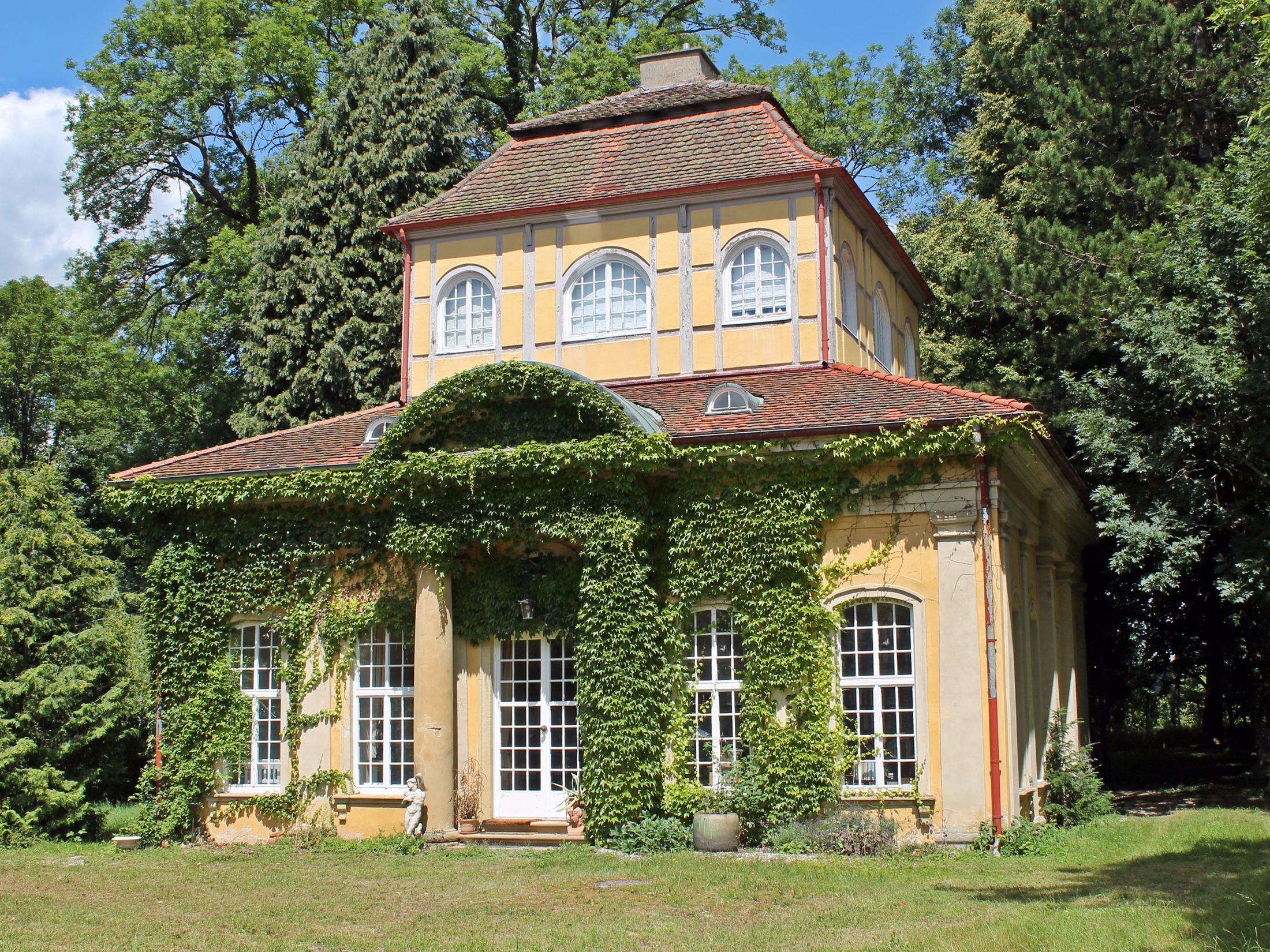
Pavillon im Hofgarten, erbaut um 1765 wohl nach Plänen von Gallasini, 1953 wurde nach Kriegsschäden die Ampel zum Stockwerk erhöht

Der Hofgarten liegt zwischen Klopfhofstraße, Schlossstraße und Käppelesgasse.
Der Hofgarten wird bereits 1686 in Dokumenten erwähnt, denn der ursprüngliche Sommergarten des Schlosses sollte in eine Gartenanlage umgewandelt werden. In der Nord-Süd-Ausrichtung hat er eine ursprüngliche Ausdehnung von etwa 350 × 200 m. Im Verlauf des weiteren Ausbaus der neu angelegten westlichen Schlossstraße wurde er um 1760 im Süden verkürzt und mit einer Stützmauer und Terrassen versehen. Zur Barockzeit war der Garten mit zahlreichen Einbauten und Skulpturen ausgestattet, die Wege mit Rabatten und Bosketten gesäumt.
Im Hofgarten befinden sich heute zwei Gebäude, der Pavillon und die Orangerie. Den Pavillon, die sogenannte Pagod, ließ Fürst Ludwig Leopold als das mittlere von drei Lusthäusern errichten. Sie diente der Hofgesellschaft für Feste in intimer Runde. Das Gebäude wurde im Zweiten Weltkrieg schwer beschädigt und 1953 die Ampel zum Stockwerk erhöht. Dahinter im englischen Garten befand sich ein kleiner ovaler See, der heute zugeschüttet ist. Die Orangerie an der Westseite wurde 1914 an Stelle des barocken Vorgängerbaus von 1768 errichtet.
Von den weiteren früheren Gebäuden im Hofgarten ist nichts mehr vorhanden. Ein Theatergebäude, in alten Dokumenten Komödienhaus genannt, wurde nach Auflösung der Hofhaltung nicht mehr genutzt und zwanzig Jahre nach den letzten glanzvollen Darbietungen im Jahr 1817 auf Abbruch versteigert. Die genaue Lage lässt sich heute nicht mehr feststellen, denn auf der Urkarte aus dem Jahr 1834 ist der Standort des Theaters nicht mehr eingetragen. Im Park befand sich außerdem auch eine Kegelbahn mit schiefergedecktem Kegelhäuschen.
Der Hofgarten war Schauplatz zahlreicher Feste und Theatervorstellungen, unter anderem auch im Winter 1796 Die Zauberflöte von Mozart. Am Fürstenhof waren namhafte Hofkapellmeister angestellt. Bekannt sind Ignaz von Beeke, um 1785 Franz Christoph Neubauer. In der Zeit von 1786 bis 1798 stand mit Johann Evangelist Brandl ein weiterer renommierter Hofkapellmeister der damaligen Zeit in Bartensteiner Diensten. Anschließend wechselte Johann Evangelist Brandl als Hofmusikdirektor nach Bruchsal an den Hof des Fürstbischofs von August von Limburg-Stirum. Bemerkenswert am qualitätvollen Bartensteiner Musikleben war, dass die Veranstaltungen neben Berufsmusikern von Mitgliedern des Fürstenhauses, von Hofangestellten und von Bürgern der Residenz verstärkt wurden.
Der Hofgarten ist für die Öffentlichkeit nicht zugänglich.

#### Obst- und Gemüsegarten mit fürstlicher Domäne
Östlich der Käpplesgasse, wo heute mitten im Ort eine große Wiese brach liegt, befand sich bis 1998 die fürstliche Domäne mit dahinterliegendem Nutzgarten. Dieser entstand im 18. Jh. mit dem Ausbau der Residenz als fürstlicher Gemüsegarten im östlichen Anschluss an das 1998 abgebrannte Hofgut, dessen beide im Winkel anstoßende, große Baukörper in Fachwerkkonstruktion die östliche Raumkante der Käppelesgasse bildeten. In einem Plan von 1799 und im historischen Katasterplan von 1834 ist der großzügige Garten mit rechtwinkligem Wegenetz und unterteilten Binnenflächen dargestellt. Neben den für Repräsentationszwecke angelegten Schloss- bzw. Hofgarten hat der fürstliche Nutzgarten auch nach Verlust seiner ursprünglichen Bestimmung als historische Gartenfläche eine große Bedeutung für die Geschichte der Hofhaltung des 18. Jhs. in Bartenstein und gehört zum ursprünglichen historischen Nutzungskomplex der Schlossökonomie in der Käppelesgasse. Die Fläche ist deshalb als „erhaltenswerte Grünfläche“ in den Gesamtanlagenschutz eingebunden. Der prächtige Hof, der sich bis zuletzt in fürstlichem Besitz befand, brannte am 22. September 1998 völlig nieder. Das riesige Feuer breitete sich rasend schnell aus und verursachte einen Schaden von rund einer Million D-Mark. Der Pächter verlor einige seiner Milchkühe und auch Nachbargebäude wurden beschädigt.

#### Lustgarten
Zwischen Bartenstein und Riedbach bei der alten Kaiserstraße, heute B 290, befand sich der Lustpark mit Tiergarten und einem Jagdschlösslein.

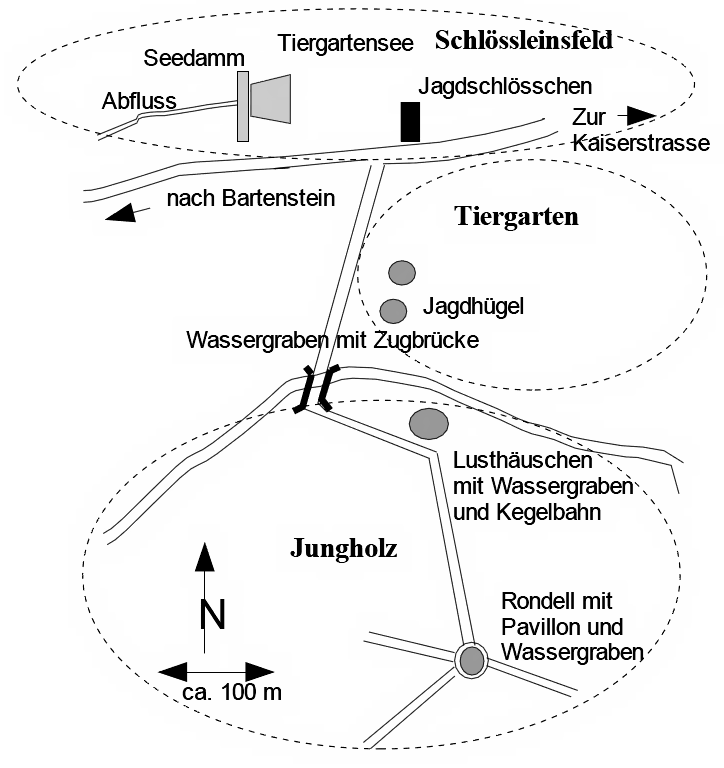
Skizze vom Jungholz mit Tiergarten und Schlössleinsfeld um 1780

Bereits 1420 wurde im Gültbuch der Seldeneck das Jungholz als Wäldchen aufgeführt. Im 18. Jahrhundert wurde eine zusammenhängende Anlage aus neu eingerichtetem Tiergarten und Jagd- und Lustpark geschaffen. Eine Zugbrücke versperrte den Zugang zum Jungholz. Dort lagen zwei Seelein mit Inseln in der Mitte. Auf der nördlichen Insel befand sich ein Pavillon mit Kegelbahn. Er wurde 1832 abgerissen. Auf der südlichen Insel stand ein runder Holzpavillon, von dem sternförmig Wege und Schneisen abzweigten. Sie dienten als Jagdschneisen. Einige dieser Wege sind heute noch zu erkennen. Gegenüber vom Jungholz befindet sich das Gewann Schlössleinsfeld. Im Jahr 1756 ließ Fürst Carl Philipp hier einen trapezförmigen See graben und das gesamte Areal einzäunen. Etwas später entstand oberhalb des Seeleins ein Lustschlösslein mit Schaukeln und verschiedenen Spielgeräten. Im umzäunten Bereich wurden Hirschrudel gehalten. Das Schlösslein und die Pavillons wurde um 1835 abgebrochen. Bis auf die Inseln, die beiden Jagdhügel im Tiergarten und den verlandeten Tiergartensee sind heute von der gesamten Anlage nur noch wenige Hinweise auf eine landschaftsgärtnerische Gestaltung zu erahnen.

## Persönlichkeiten
- Ignaz von Beecke (* 23. Oktober 1733 in Wimpfen am Neckar; † 2. Januar 1803 in Wallerstein), deutscher Komponist und Pianist.
- Johann Evangelist Brandl (* 14. November 1760 in Kloster Rohr bei Regensburg; † 25. Mai 1837 in Karlsruhe), 1784 Hofkapellmeister am Hof des Fürsten zu Hohenlohe-Bartenstein
- Fritz Brauns (* 1911;  † 1992), war von 1948 bis 1972 der letzte Bürgermeister von Bartenstein. Er erhielt 1983 das Bundesverdienstkreuz für seine Mühen um die Patenschaft zu den Vertriebenen aus Bartenstein/Ostpreußen.
- Andrea Gallasini (* 30. Dezember 1681 in Lugano; † 10. Februar 1766 in Bartenstein), Hofbaumeister und Baudirektor in Bartenstein, Architekt von Schloss und Stadtanlage von Bartenstein in der heutigen Form
- Christian von Godin, (* 29. Februar 1765;  † 30. Juli 1817), fürstlich Hohenlohe-Bartensteinischer Hofrat
- Hans Hetzel (* 13. Oktober 1870 in Bartenstein; † 24. Juni 1949 in Nürnberg), Mitglied des Reichstages (Wirtschaftspartei)
- Johannes zu Hohenlohe-Bartenstein (* 20. August 1863 auf Schloss Bartenstein; † 19. August 1921 ebenda) war ein deutscher Offizier und Standesherr des Königreichs Württemberg
- Karl zu Hohenlohe-Jagstberg (* 12. Dezember 1766; † 6. Juli 1838), Offizier und Reichsfürst
- Ludwig zu Hohenlohe-Jagstberg (1802–1850), Offizier der Armee des Königreichs Sardinien, Standesherr des Königreichs Württemberg
- Joseph Christian Franz zu Hohenlohe-Waldenburg-Bartenstein (* 6. November 1740; † 21. Januar 1817) war der letzte Fürstbischof von Breslau.
- Ludwig Aloys zu Hohenlohe-Waldenburg-Bartenstein (* 18. August 1765 in Bartenstein; † 31. Mai 1829 in Lunéville), Marschall und Pair von Frankreich
- Karl August zu Hohenlohe-Waldenburg-Bartenstein (* 9. Juni 1788 in Bartenstein; † 12. August 1844 in Mergentheim), württembergischer Standesherr und Offizier
- Jacob Hüfner (* 1875 in Rippberg; † 9. Februar 1968 in Bartenstein), Uhrmacher und Leiter der Königlichen Bayrischen Orthopädischen Werkstätten, konstruierte Armprothesen für Ferdinand Sauerbruch, bekannt durch die Erfindung der sogenannten Hüfner-Hand, eine aktive Greifhand. Hüfner verhinderte 1945 die Zerstörung Bartensteins durch amerikanische Truppen, indem er die weiße Fahne auf dem Schlossturm hisste.
- Johann Baptist von Keller (* 16. Mai 1774 in Salem; † 17. Oktober 1845 in Bartenstein), erster Bischof von Rottenburg
- Franz Christoph Neubauer (* um 1760 möglicherweise in Hořín bei Mělník; † 11. Oktober 1795 in Bückeburg) war ein deutscher Komponist und Violinist, böhmischer Herkunft.
- Konrad Reiss (* 23. Dezember 1957 in Bartenstein; † 6. April 2005 in Südafrika), Vorsitzender der Geschäftsführung  des IT-Dienstleisters T-Systems
- Jacob von Roeser (* 3. Juni 1799 in Bad Mergentheim; † 25. April 1862 in Bartenstein), von 1823 bis 1862 Leibarzt der Fürsten zu Hohenlohe Bartenstein, im Vorderen Orient Behandlung von Pestkranken, Reisebücher, zahlreiche Auszeichnungen
- Martin Schwarz (* 1946), Schweizer Künstler, arbeitet seit 1990 hauptsächlich in seinem Atelier im Schloss Bartenstein.

## Einwohnerentwicklung
| Jahr   | Einwohnerzahl | Quelle                                                    |
| ------ | ------------- | --------------------------------------------------------- |
| 1834   | 977           | Zollvereinszählung im Jagstkreis                          |
| 1840   | 941           | Zollvereinszählung im Jagstkreis                          |
| 1847   | 1082          | Beschreibung des Oberamts Gerabronn, Gemeinde Bartenstein |
| 1847   | 1172          | Stadt Schrozberg (Jahrbuch)                               |
| 1852   | 958           | Statistisches Landesamt Baden-Württemberg                 |
| 1871   | 854           | Statistisches Landesamt Baden-Württemberg                 |
| 1880   | 922           | Statistisches Landesamt Baden-Württemberg                 |
| 1890   | 821           | Statistisches Landesamt Baden-Württemberg                 |
| 1900   | 694           | Statistisches Landesamt Baden-Württemberg                 |
| 1910   | 642           | Statistisches Landesamt Baden-Württemberg                 |
| 1925   | 555           | Statistisches Landesamt Baden-Württemberg                 |
| 1933   | 566           | Statistisches Landesamt Baden-Württemberg                 |
| 1939   | 549           | Statistisches Landesamt Baden-Württemberg                 |
| 1945   | 689           | Statistisches Landesamt Baden-Württemberg                 |
| 1946 * | 1480          | Statistisches Landesamt Baden-Württemberg                 |
| 1950   | 873           | Statistisches Landesamt Baden-Württemberg                 |
| 1956   | 761           | Statistisches Landesamt Baden-Württemberg                 |
| 1960   | 664           | Statistisches Landesamt Baden-Württemberg                 |
| 1970   | 543           | Statistisches Landesamt Baden-Württemberg                 |
| 1972   | 560           | Stadt Schrozberg (Jahrbuch)                               |
| 1999   | 412           | Stadt Schrozberg (Jahrbuch)                               |
| 2019   | 350           | Stadt Schrozberg (Mitteilungsblatt)                       |
| 2023   | 319           | Stadt Schrozberg (Mitteilungsblatt)                       |

* Juni 1946 inkl. „Versorgungsbevölkerung“

## Politik

### Bürgermeister und Ortsvorsteher
Bürgermeister von Bartenstein:
- Fritz Brauns (1948 bis zur Eingemeindung 1972)[7]
- Anschließend siehe Bürgermeister der Stadt Schrozberg

Ortsvorsteher von Bartenstein:
- Fritz Kinzy (1972–1977)[7]
- Fritz Hofmann (1977–1984)[7]
- Friedrich Jackelsberger (1984–1989)[7]
- Rose-Marie Nauber (1989–2019)[19]
- Johannes Strecker (2019–2024)[20]
- Manuel Stiefel (seit 2024)[20]

### Wappen
Die Blasonierung des Wappens lautet: In Blau auf schwebendem goldenem Dreiberg zwei aufrechte, abgekehrte, silberne Barten

### Städtepartnerschaften
Bartoszyce (Bartenstein, Ostpreußen)

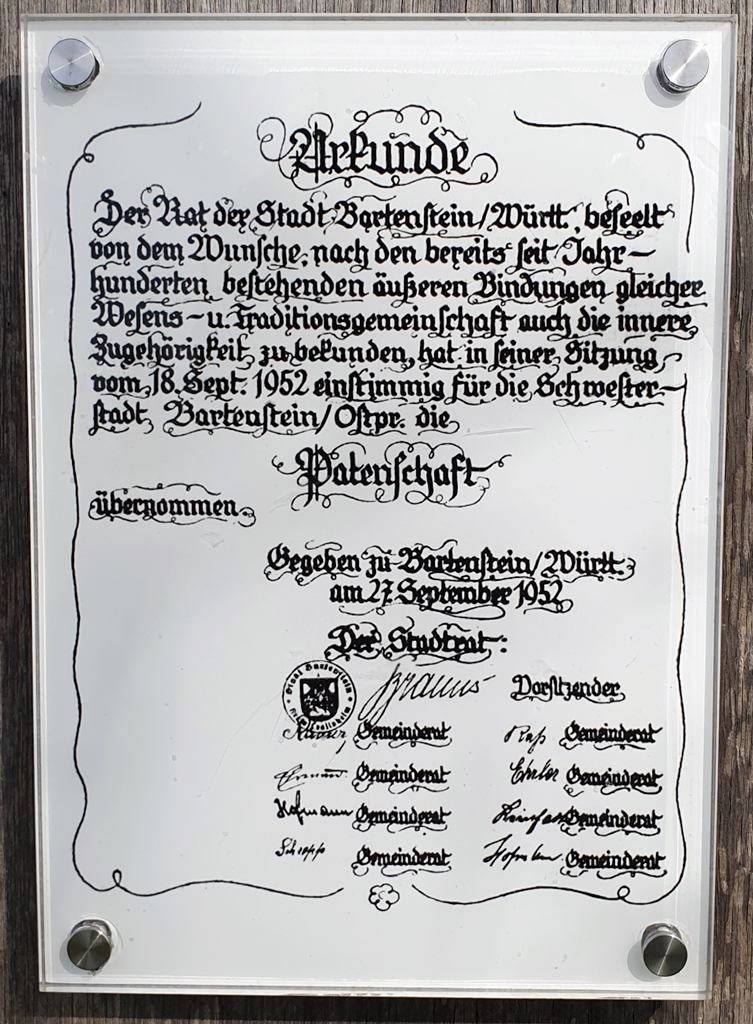
Abbildung der Patenschafts-Urkunde Bartenstein/Württ. zu Bartenstein/Ostpr. als Informationstafel beim Ostlandkreuz-Denkmal

In Bartenstein fand im Jahr 1952 auf Wirken des damaligen Bürgermeisters Brauns ein Heimattreffen der Vertriebenen aus dem ostpreußischen Bartenstein (heute Bartoszyce in Polen) mit über 1200 Besuchern statt. Historische Beziehungen der beiden namensgleichen Städte sind nicht bekannt, jedoch ähneln sich die beiden Stadtwappen. Bei diesem Heimattreffen übernahm das württembergische Bartenstein feierlich die Patenschaft für den ostpreußischen Namensvetter. Damit begründeten die beiden Orte die älteste Ostpreußen-Patenschaft in Baden-Württemberg. In den folgenden Jahren wurde diese Freundschaft immer wieder mit gegenseitigen, gut besuchten Heimattreffen bekräftigt. Seit 1953 steht in Bartenstein, kurz nach dem Gütbacher Tor, zum Gedenken ein „Ostlandkreuz“, ein 16 Meter hohes Holzkreuz. In den nachfolgenden Jubiläumsjahren folgten Gedenksteine und Informationstafeln. 1956 läuft die MS „Bartenstein“ der „Norddeutschen Lloyd Bremen“ vom Stapel, Bilder beider Städte schmücken die Innenräume des Schiffs. 1983 erhält der ehemalige Bürgermeister Brauns für seine Mühen das Bundesverdienstkreuz.

## Kultur und Veranstaltungen
Zur Zeit der Fürsten von Hohenlohe-Bartenstein waren das Schloss und der Hofgarten das Kulturzentrum Bartensteins, unter anderem fand im Winter 1796 in einem eigens dafür errichteten Theater im Hofgarten eine Aufführung der Oper „Die Zauberflöte“ von Wolfgang Amadeus Mozart statt. Diese erste Aufführung der Mozart’schen Oper in Hohenlohe war in zweierlei Hinsicht spektakulär. Die Zauberflöte ist eines der letzten Werke Mozarts und wurde kurz vor seinem Tod 1791 in einem Wiener Theater uraufgeführt. In den folgenden Jahren kam es in vielen größeren Städten Deutschlands und Österreichs zu Erstaufführungen. Setzt man Bartenstein in Relation zu diesen Aufführungsorten – Wien, Prag, Budapest, Leipzig usw. – dann war das kleine Städtchen, das kaum über 1000 Einwohner hatte, doch sehr nahe am musikalischen Zeitgeschehen. Erstaunlich war die Bartensteiner Aufführung der Zauberflöte aber noch in einer anderen Hinsicht. Die europäischen Höfe und die großen Städte, die die Oper schon bald aufführten, verfügten alle über professionelle Orchester mit Berufsmusikern. In Bartenstein aber agierten Laien. Erbprinz Ludwig Aloys sang und spielte den Tamino, sein Bruder Prinz Karl Joseph, der spätere Fürst von Hohenlohe-Jagstberg, den Sarastro und Hofrat von Godin den Papageno. Andere Gesangs- wie Instrumentalpartien wurden von Dienern und Bürgern aus Bartenstein übernommen. Neben der Zauberflöte wurden noch weitere Opern in Bartenstein aufgeführt, darunter auch 1825 „Der Freischütz“ von Carl Maria von Weber, vier Jahre nach dessen Uraufführung in Berlin.
In der Nachkriegszeit war die „Ochsenscheuer“ hinter dem Gasthaus zum Ochsen in der Schlossstraße das neue Bartensteiner Kulturzentrum. Dort fanden zahlreiche Feste und Tanzveranstaltungen statt. Rund 140 Gäste und eine Bühne fanden im großen Saal im Keller der Scheune Platz. Auch ein Kino fand wöchentlich statt. 1961 endete die Ära der Ochsenscheuer als zentraler Treffpunkt mit dem Hallenneubau. 2007 wurde das Fachwerk- und Backsteingebäude abgerissen.
Von 1971 bis 1990 befand sich im Schloss das von Fürst Ferdinand zu Hohenlohe-Bartenstein betriebene Militärmuseum.
1972 wurde der Kunstkreis „Bartensteiner Kreis e. V.“ gegründet. Die erste Ausstellung fand 1973 auf Schloss Bartenstein statt. Heute arbeiten verschiedene Künstler im Schloss, darunter Martin Schwarz.

Heute ist Bartenstein für seinen Ostermarkt mit Floh- und Trödelmarkt an Ostermontag überregional sehr bekannt. Der Flohmarkt, der erstmals 1992 stattfand, gehört mittlerweile zu den größten der Region und lockt einmal jährlich viele tausend Besucher in die Bartensteiner Altstadt. Überwiegend wird mit Antiquitäten und Trödel gehandelt, während die lokalen Vereine bewirten. Am Vortag findet jedes Jahr ein Oldtimertreffen statt. 

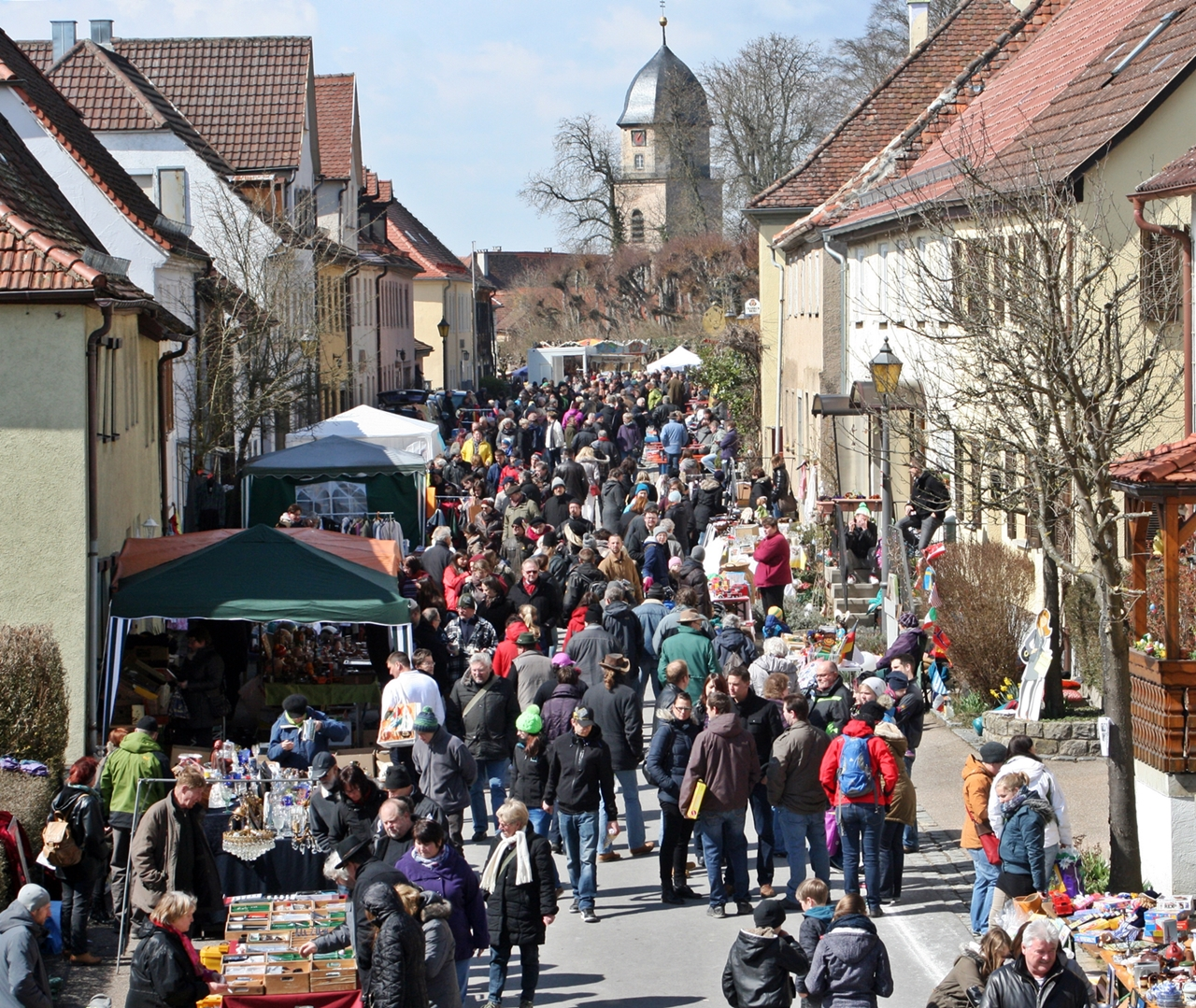
Gut besuchter Bartensteiner Ostermarkt, Blick vom Torbogen in Richtung zum Marktplatz, Ostermontag 2015

## Vereinsleben
Bartenstein verfügt schon lange und bis heute über ein sehr aktives Vereinsleben. Aktuell zählt der kleine Ort acht Vereine: Die Ortsgemeinschaft Bartenstein, den 1878 gegründeten Turn- und Sportverein TSV Bartenstein mit eigener Sportanlage am Jungholz, den Kleintierzuchtverein Bartenstein Z430, die Sängergemeinschaft Bartenstein-Ettenhausen, den Schwäbischen Albverein Ortsgruppe Bartenstein, den Angelsportverein Bartenstein/Ettenhausen, den VDK Bartenstein und den Jugendverein „Club Bartenstein e. V.“.
Die Abteilung Schrozberg-West der freiwilligen Feuerwehr Schrozberg hat ihren Standort in Bartenstein und fasst seit 2022 die ehemals eigenständigen Abteilungen Bartenstein, Ettenhausen und Riedbach zusammen. Die Freiwillige Feuerwehr ist als Institution der Gemeinde kein Verein, hat aber ein aktives „Vereinsleben“ im Ort.